# پیر زنسکا
پیر زنسکا (انگلیسی: Pierre Senska؛ زادهٔ ۲۱ ژوئن ۱۹۸۸) دوچرخه‌سوار اهل آلمان است.
وی در مسابقات کشوری و بین‌المللی در مجموع برندهٔ ۲ مدال طلا، ۱ مدال برنز شده‌است.